# World Games 2017/Teilnehmer (Philippinen)
| Gelbes Symbol für Goldmedaillen mit stilisierten Olympischen Ringen | Graues Symbol für Silbermedaillen mit stilisierten Olympischen Ringen | Braundes Symbol für Bronzemedaillen mit stilisierten Olympischen Ringen |
| ------------------------------------------------------------------- | --------------------------------------------------------------------- | ----------------------------------------------------------------------- |
| 1                                                                   | —                                                                     | —                                                                       |

Die Philippinen nahmen in Breslau an den World Games 2017 teil. Die philippinische Delegation bestand aus 2 Athleten und 2 Athletinnen.

## Teilnehmer nach Sportarten

### Billard
| Athleten       | Wettbewerb | Achtelfinale            | Achtelfinale | Viertelfinale     | Viertelfinale | Halbfinale  | Halbfinale | Finale / Platz 3 | Finale / Platz 3 | Rang |
| Athleten       | Wettbewerb | Gegner                  | Ergebnis     | Gegner            | Ergebnis      | Gegner      | Ergebnis   | Gegner           | Ergebnis         | Rang |
| -------------- | ---------- | ----------------------- | ------------ | ----------------- | ------------- | ----------- | ---------- | ---------------- | ---------------- | ---- |
| Männer         |            |                         |              |                   |               |             |            |                  |                  |      |
| Carlo Biado    | Pool       | Joshua Filler           | 11:5         | Mieszko Fortunski | 11:9          | Naoyuki Oi  | 11:7       | Jayson Shaw      | 11:7             | Gold |
| Frauen         |            |                         |              |                   |               |             |            |                  |                  |      |
| Chezka Centeno | Pool       | Molrudee Kasemchaiyanan | 9:2          | Chou Chieh-yu     | 9:8           | Chen Siming | 6:9        | Yu Han           | 3:9              | 4    |

### Feldbogenschießen
| Frauen        |               |     |    |                 |         |             |         |               |               |               |               |               |               |
| Aya Cojuangco | Compoundbogen | 673 | 23 | Amelie Sancenot | 144:140 | Cassidy Cox | 140:145 | ausgeschieden | ausgeschieden | ausgeschieden | ausgeschieden | ausgeschieden | ausgeschieden |

### Muay Thai
| Männer            |       |                   |       |               |               |               |               |               |               |
| Phillip Delarmino | 57 kg | Almaz Sarsembekov | 27:30 | ausgeschieden | ausgeschieden | ausgeschieden | ausgeschieden | ausgeschieden | ausgeschieden |